# Serjania brevipetiolata
Serjania brevipetiolata är en kinesträdsväxtart som beskrevs av M.S. Ferrucci & G. V. Somner. Serjania brevipetiolata ingår i släktet Serjania och familjen kinesträdsväxter. Inga underarter finns listade i Catalogue of Life.